# Frantz Friderich
Frantz Friderich (auch Franz Friedrich; * um 1520 in Ostdeutschland; † 1584 in Frankfurt (Oder)) war ein deutscher Medailleur, Holzschneider und Kupferstecher.

## Leben
Friderich stammte als Grafiker aus dem Werkstattkreis von Lucas Cranach dem Älteren und Lucas Cranach dem Jüngeren in Wittenberg. Nach der Wittenberger Kapitulation flüchtete er in die Universitätsstadt Frankfurt (Oder). Vermutlich hat er vorher bei Hans Schenck die Medaillenkunst erlernt und fand in Frankfurt schnell eine Anstellung der ihn an den brandenburgischen Hof, zum brandenburgischen Adel und den Universitätskreisen Brandenburgs berühmt machte.
Dort erlangte er einen ausgezeichneten Ruf und wurde an die Höfe in Krakau, nach Königsberg (Preußen), nach Gottorf, Braunschweig-Lüneburg, Stettin, Mecklenburg, Anhalt-Dessau und die Grafschaft Stolberg gerufen. Auch von geistlichen Höfen wie Mainz und Halberstadt wurde er mit Arbeiten betraut. Von ihm sind zahlreiche Schaumünzen, Holzschnitte und Kupferstiche bekannt, die vor allem das Brustbild der Rezipienten darstellt. Seine Bedeutung geht daher über die regionale und lokale Ebene hinaus.
Nebenher war Friderich auch Hauptgrafiker der Offizien Johann Eichorns und schuf für ihn den damals in der Spätrenaissance üblichen Buchschmuck. Hervorzuheben sind besonders seine Arbeiten zu „Fraw Musica“ (1573), worin die künstlerische Ausdruckskraft seines Schaffens zum Ausdruck kommt und ihn über den Zeitdurchschnitt hervorhebt. An der Grenze zum Barock stehend, überlieferte er als Zeichner die Köpfe seiner Zeit mit großer Ausdrucksfähigkeit, die dennoch bescheiden und realitätsnah in ihrer Einfachheit sind.
Seine Signatur war das Kürzel FF.

## Galerie

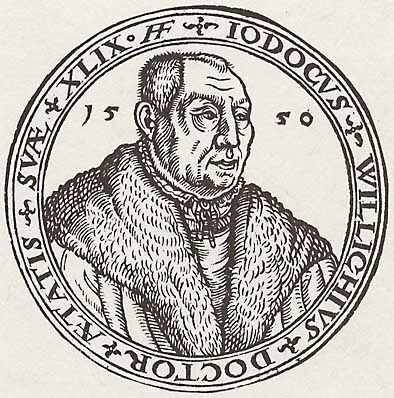
Jodocus Willich, Universalgelehrter (Friderichs Signatur FF)
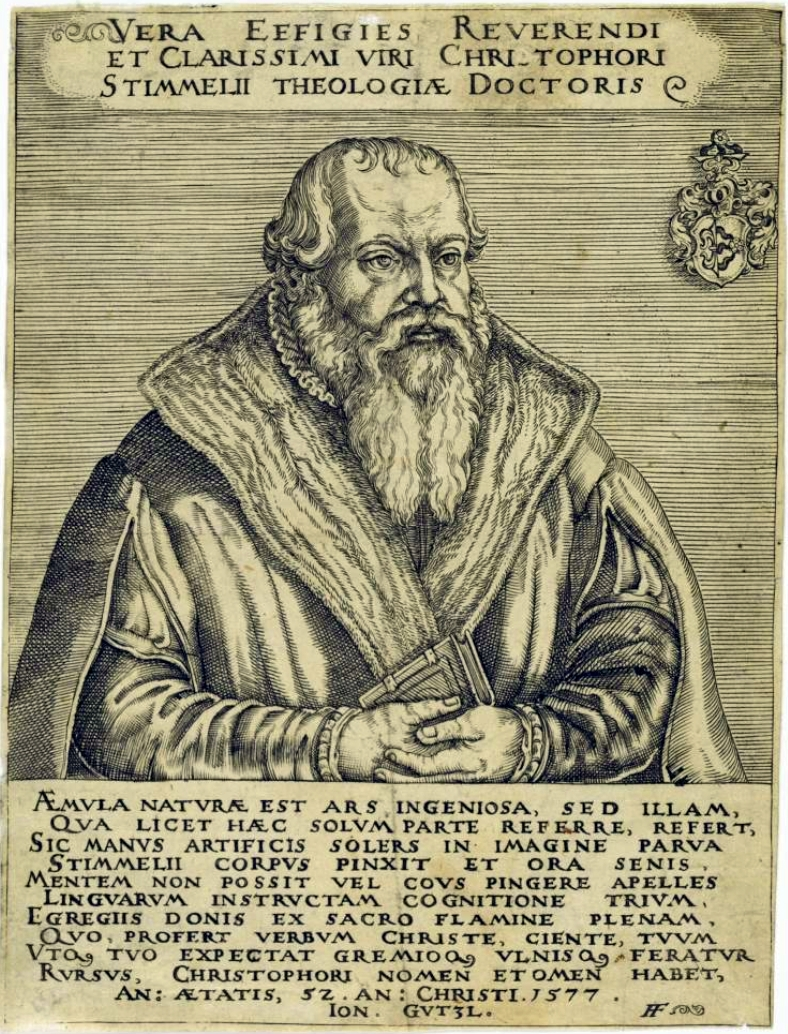
Christoph Stymmelius, Doktor der Theologie (Signatur FF)
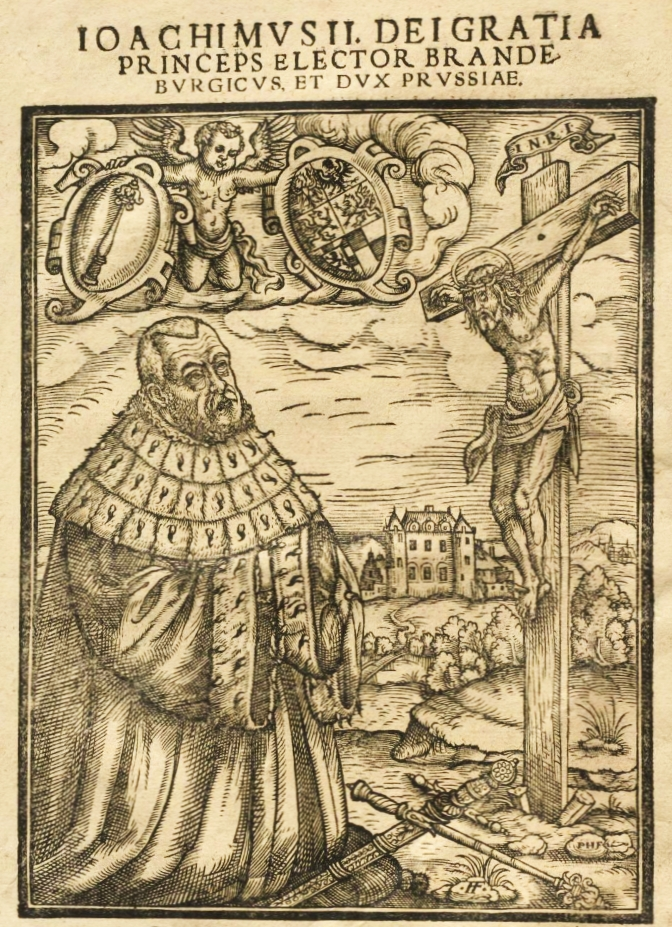
Joachim II. Kurfürst von Brandenburg, den gekreuzigten Christus anbetend (1562)
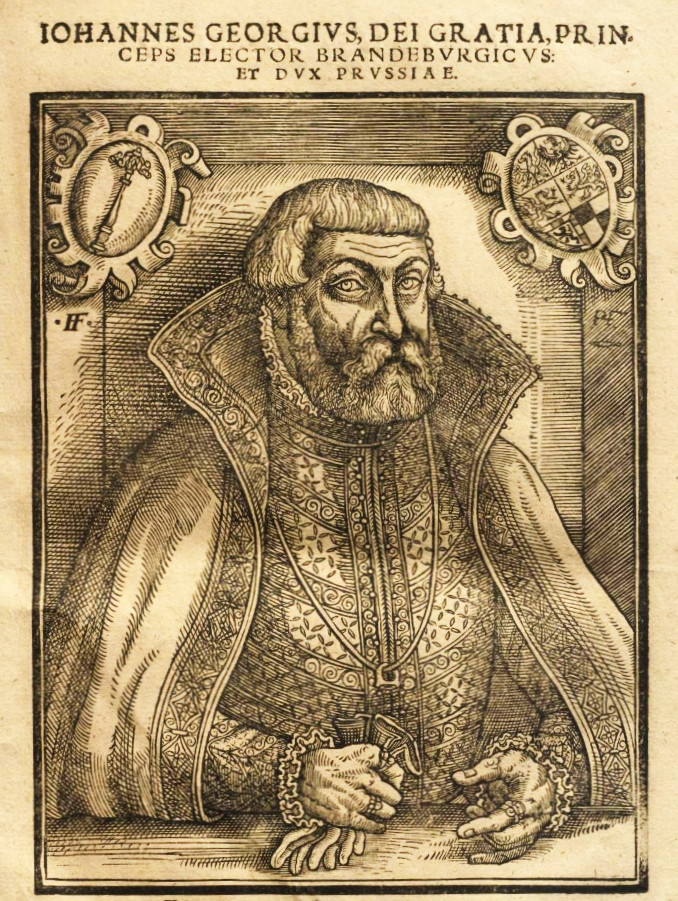
Johann Georg, Markgraf und Kurfürst von Brandenburg (1572)
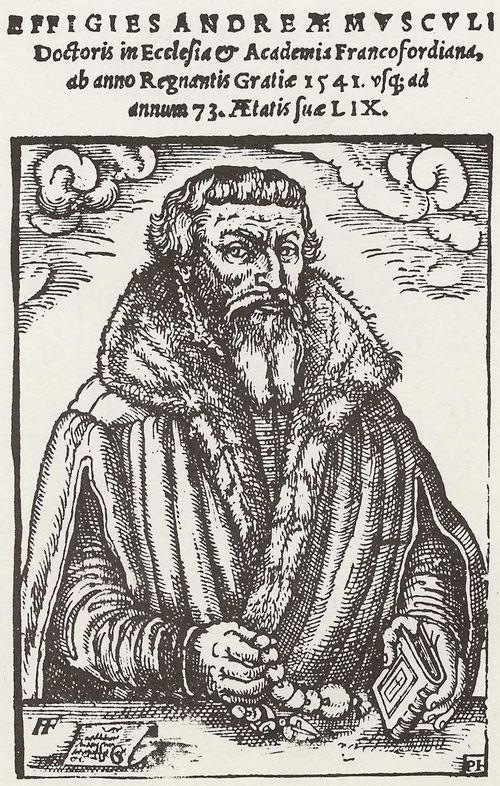
Andreas Musculus im Alter von neunundfünfzig Jahren (1573; PH für Peter Hille)
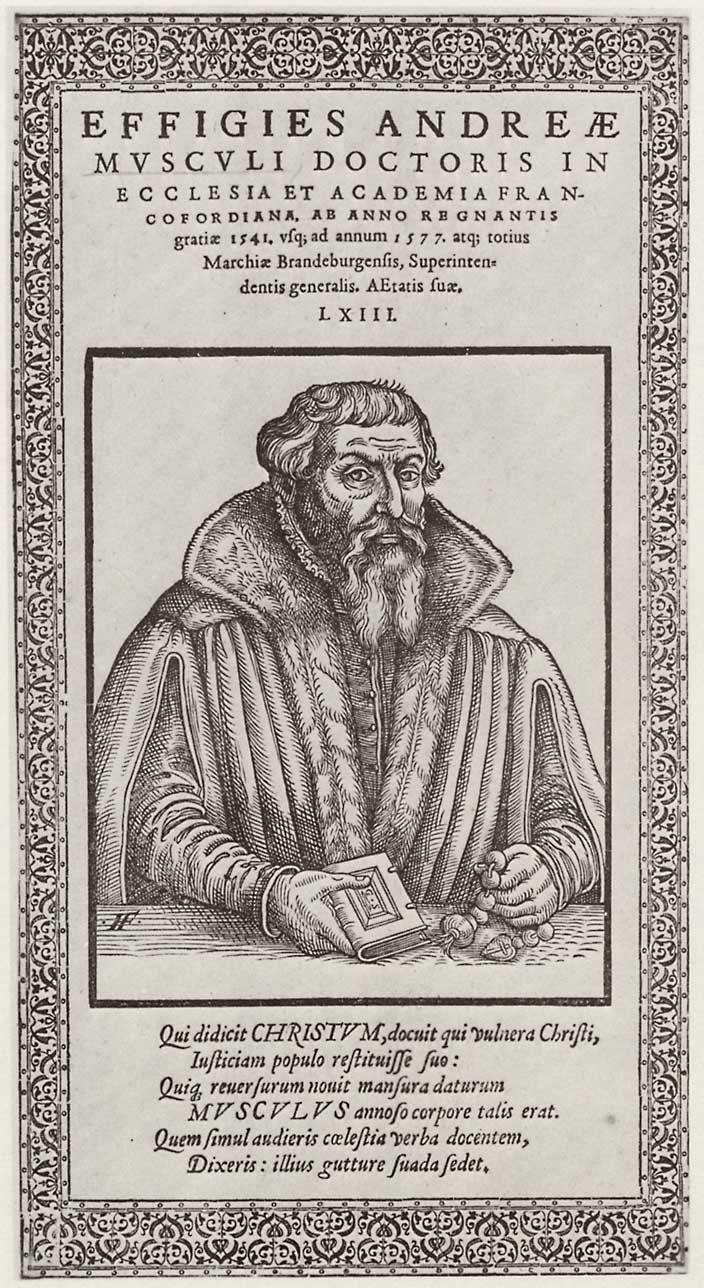
Andreas Musculus im Alter von dreiundsechzig Jahren (1577)
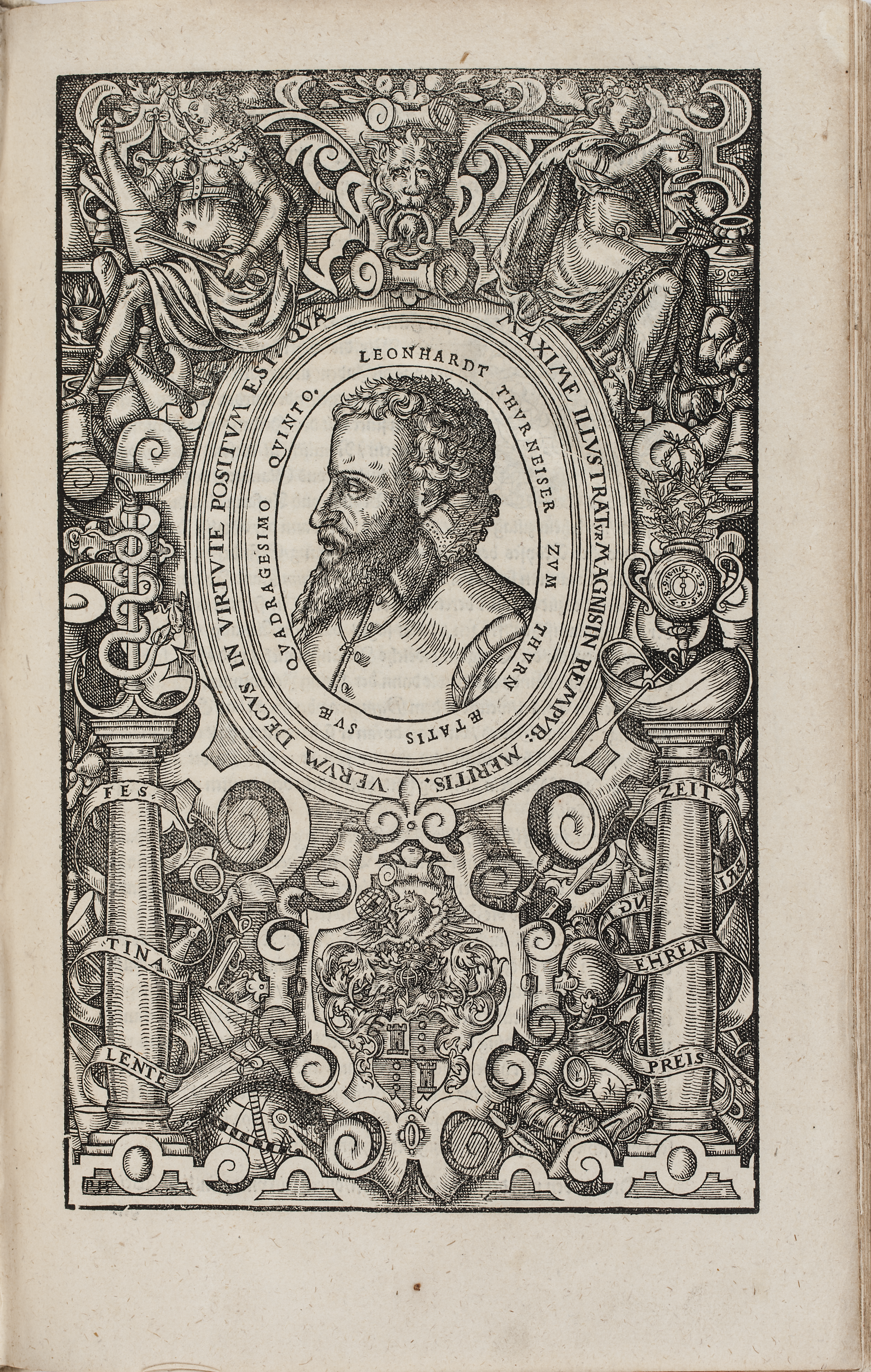
Porträt des Leonhard Thurneysser in seiner Archidoxia (1575)
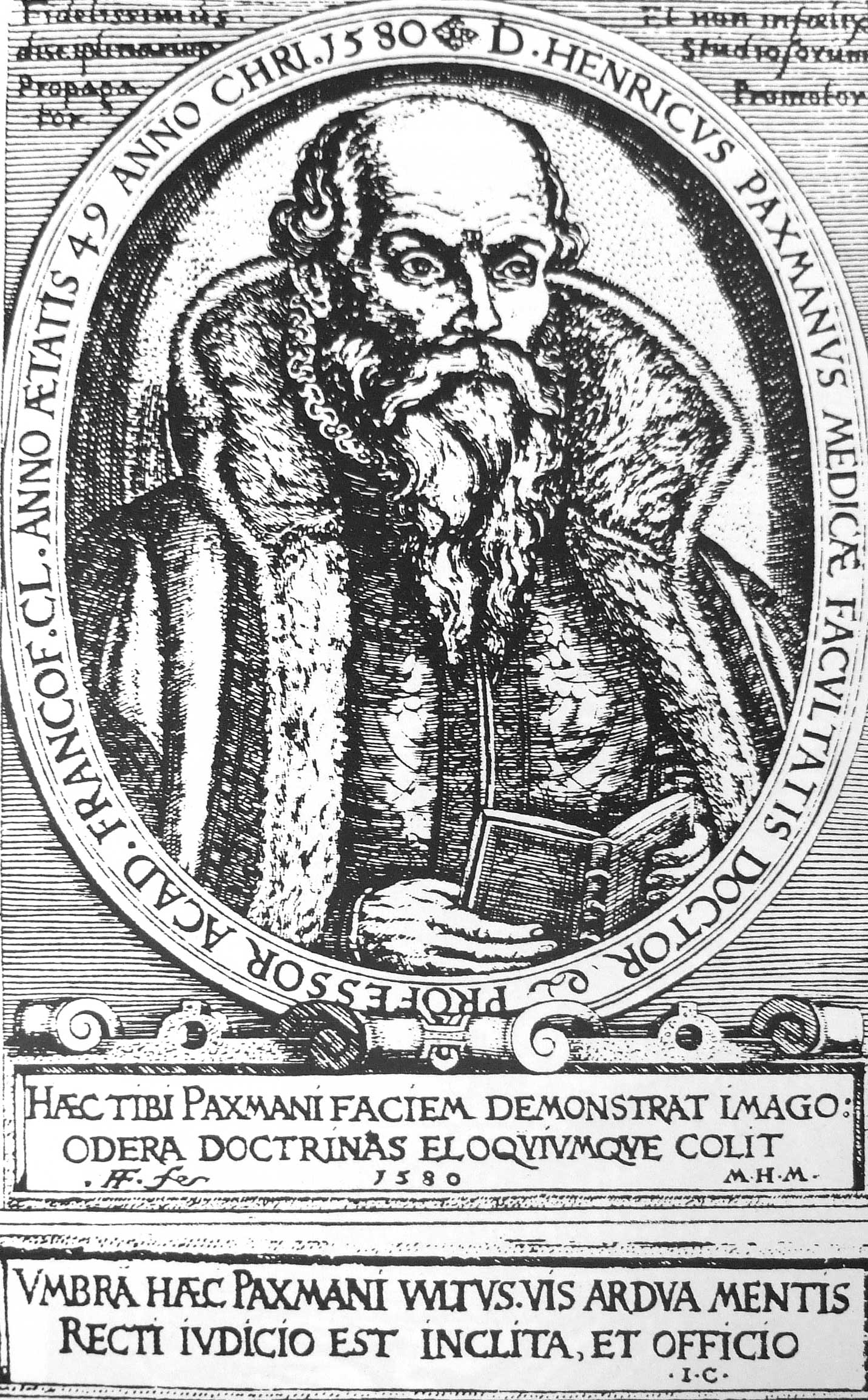
Heinrich Paxmann, Mediziner und Professor der Moral (1580)
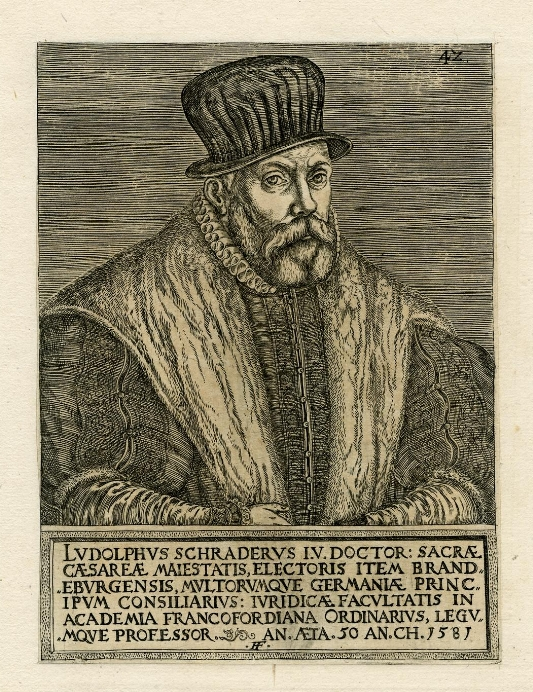
Ludolph Schrader, Rektor der Viadrina Universität Frankfurt (1581)